# Scipio (Utah)
Scipio – miasto w Stanach Zjednoczonych, w stanie Utah, w hrabstwie Millard.